# Jurij Dalmatin
Jurij Dalmatin, född 1547 i Krško, död 31 augusti 1589 i Ljubljana, var en slovensk teolog, en av den lutherska reformationens främsta förkunnare bland sydslaverna.
Dalmatin blev efter studier i Tübingen kyrkoherde i Auersperg och i Ljubljana. Hans fullständiga slovenska bibelöversättning, fullbordad 1581 på grundval av originaltexter, var även i språkligt hänseende epokgörande. Den förbjöds av den romersk-katolske ärkebiskopen, men utkom i Württemberg 1584. Dalmatin utgav även andra religiösa skrifter på slovenska.